# Narodnozabavni rock
„Narodnozabavni rock” (sl.: Rock folcloric) este o melodie compusă de Marino Legović și Leon Oblak și interpretată de Ansambel Roka Žlindre și Kalamari, care a reprezentat Slovenia la Concursul Muzical Eurovision 2010. Melodia a câștigat concursul EMA 2010 pe 21 februarie 2010, totalizând 15907 voturi din partea publicului, de peste 5 ori mai mult decât cea de pe locul 2.